# ARV Sculling
 (mars 2021).
La mise en forme du texte ne suit pas les recommandations de Wikipédia : il faut le « wikifier ».
Les points d'amélioration suivants sont les cas les plus fréquents. Le détail des points à revoir est peut-être précisé sur la page de discussion.
- Les titres sont pré-formatés par le logiciel. Ils ne sont ni en capitales, ni en gras.
- Le texte ne doit pas être écrit en capitales (les noms de famille non plus), ni en gras, ni en italique, ni en « petit »…
- Le gras n'est utilisé que pour surligner le titre de l'article dans l'introduction, une seule fois.
- L'italique est rarement utilisé : mots en langue étrangère, titres d'œuvres, noms de bateaux, etc.
- Les citations ne sont pas en italique mais en corps de texte normal. Elles sont entourées par des guillemets français : « et ».
- Les listes à puces sont à éviter, des paragraphes rédigés étant largement préférés. Les tableaux sont à réserver à la présentation de données structurées (résultats, etc.).
- Les appels de note de bas de page (petits chiffres en exposant, introduits par l'outil «  Source ») sont à placer entre la fin de phrase et le point final[comme ça].
- Les liens internes (vers d'autres articles de Wikipédia) sont à choisir avec parcimonie. Créez des liens vers des articles approfondissant le sujet. Les termes génériques sans rapport avec le sujet sont à éviter, ainsi que les répétitions de liens vers un même terme.
- Les liens externes sont à placer uniquement dans une section « Liens externes », à la fin de l'article. Ces liens sont à choisir avec parcimonie suivant les règles définies. Si un lien sert de source à l'article, son insertion dans le texte est à faire par les notes de bas de page.
- La présentation des références doit suivre les conventions bibliographiques. Il est recommandé d'utiliser les modèles {{Ouvrage}}, {{Chapitre}}, {{Article}}, {{Lien web}} et/ou {{Bibliographie}}. Le mode d'édition visuel peut mettre en forme automatiquement les références.
- Insérer une infobox (cadre d'informations à droite) n'est pas obligatoire pour parachever la mise en page.

Pour une aide détaillée, merci de consulter Aide:Wikification.
Si vous pensez que ces points ont été résolus, vous pouvez retirer ce bandeau et améliorer la mise en forme d'un autre article.
 (avril 2021).
Si vous disposez d'ouvrages ou d'articles de référence ou si vous connaissez des sites web de qualité traitant du thème abordé ici, merci de compléter l'article en donnant les références utiles à sa vérifiabilité et en les liant à la section « Notes et références ».
L'ARV Sculling, ARV ou Antwerpse Roeivereniging Sculling, est un club d'aviron belge actif à Hazewinkel.
Il a été fondé en 1945 et est depuis actif à Wijnegem sur le canal Albert. À cause du grand succès économique du canal Albert l'aviron y est devenu impossible au fil du temps. Depuis les années 90 du XXe siècle, ARV est donc localisé dans le domaine du Sport Vlaanderen Hazewinkel.
Le nom original était le Antwerp Sculling Club. Aujourd'hui, le «Sculling» est toujours utilisé, mais l'abréviation ARV est également courante.
Avec le duo Knuysen - Baetens, la Belgique a remporté une médaille d'argent pour la première fois depuis de nombreuses années aux Jeux olympiques d'été en 1952 à Helsinki dans les deux sans. La prochaine medaille n'était que aux Jeux olympiques d'été de 1984 à Los Angeles, avant que le rameur et les rameurs belges soient à nouveau médaillés ( Ann Haesebrouck et Crois-De Loof). l'Antwerp Sculling remporte la Thames Challenge Cup à la Henley Royal Regatta en 1974. Ensemble avec le Royal Club Nautique de Gand, ce sont les seuls clubs belges qui ont réussi à gagner ce championnat du monde officieux pour des huit homogènes de club. Cette équipe était également présente à la cérémonie pour l'équipe du KRCG au club-house à Gand en 2001. ARV était l'organisateur des Golden Oars ou Golden Belts. C'était un match très populaire en huit sur le canal Albert. Depuis 1999, l'ARV est l'organisateur de l'Open Belgian Indoorrowing Championship (OBIC) à l'Expohal à Deurne (commune à Anvers). Il s'agit de la plus grande compétition de rameurs en salle du pays. Depuis le début du XXIe siècle, ce club a un nouveau club-house avec un hangar à bateaux à Hazewinkel près de Willebroek. Les couleurs du club sont blanches avec une double bande rouge.